# Cape Broyle
Cape Broyle är en ort i Kanada.   Den ligger i provinsen Newfoundland och Labrador, i den östra delen av landet, 1 800 km öster om huvudstaden Ottawa. Antalet invånare är 568.
Terrängen runt Cape Broyle är huvudsakligen platt, men norrut är den kuperad. En vik av havet är nära Cape Broyle österut. Trakten är glest befolkad. Cape Broyle är det största samhället i trakten. 